# 八戸義長
八戸 義長 / 南部 義長（はちのへ よしなが / なんぶ よしなが）は、江戸時代の武士。陸奥国盛岡藩筆頭家老。遠野南部家（根城南部家、八戸氏）2代当主（23代当主）。

## 略歴
寛永18年（1641年）7月18日、遠野南部家初代当主の八戸直義の長男として、陸奥国盛岡城内遠野屋敷に生まれた。幼名は「佐渡」、後に「三五郎」と称した。承応3年（1654年）江戸に出府して幕府の証人を務めた。
万治元年（1658年）4月10日、元服し父より遠野の家政を任される。延宝3年（1675年）1月22日、父直栄（直義）が死去。2月28日に盛岡城に登城し、江戸に参府中の藩主重信に代わって世子行信に家督相続を許された。
父の遺言により、同年6月に藩主重信に願い出て遠野領内の検地を行い、禄高を超過した3180余石の内2000石を、延宝4年（1676年）2月、弟義也に分知して分家「附馬牛八戸家」を創設させた。残りの1180余石は、本藩からの預かり地として領する。
同年11月、藩主重信が幕府より江戸御成橋筋の火消役を命じられ、老齢の重信に代わってこれを務めた。
天和3年（1683年）に弟の義也が死去し、その跡を継いだ竹之助が天和4年（1684年）に夭折したため、附馬牛八戸家の家督を正室連の弟で北宣継次男伝之助（義謀）が相続し、附馬牛八戸家の知行2000石の内1000石が本家に返還された。
元禄元年（1688年）6月28日死去。享年48。

## 人物
東叡山寛永寺門主公海と親しく交際し、公海を通じて京の公家に、家に伝わる古文書の解読への助言を依頼する等交流を持った。